# 丽塔·维尔登
丽塔·维尔登（德語：Rita Wilden，1947年10月9日—），旧姓雅恩（Jahn），德国女子田径运动员。她曾代表西德参加1968年、1972年和1976年夏季奥林匹克运动会田径比赛，其中1972年奥运会获得一枚银牌和一枚铜牌。